# Majur (Jagodina)
Majur (em cirílico: Мајур) é uma vila da Sérvia localizada na cidade de Jagodina, pertencente ao distrito de Pomoravlje, na região de Šumadija, Belica. A sua população era de 2844 habitantes segundo o censo de 2011.

## Demografia
| 1948 | 1953 | 1961 | 1971 | 1981 | 1991 | 2002 | 2011 |
| ---- | ---- | ---- | ---- | ---- | ---- | ---- | ---- |
| 1881 | 2126 | 2337 | 2440 | 2832 | 2906 | 2777 | 2844 |